# Código QR

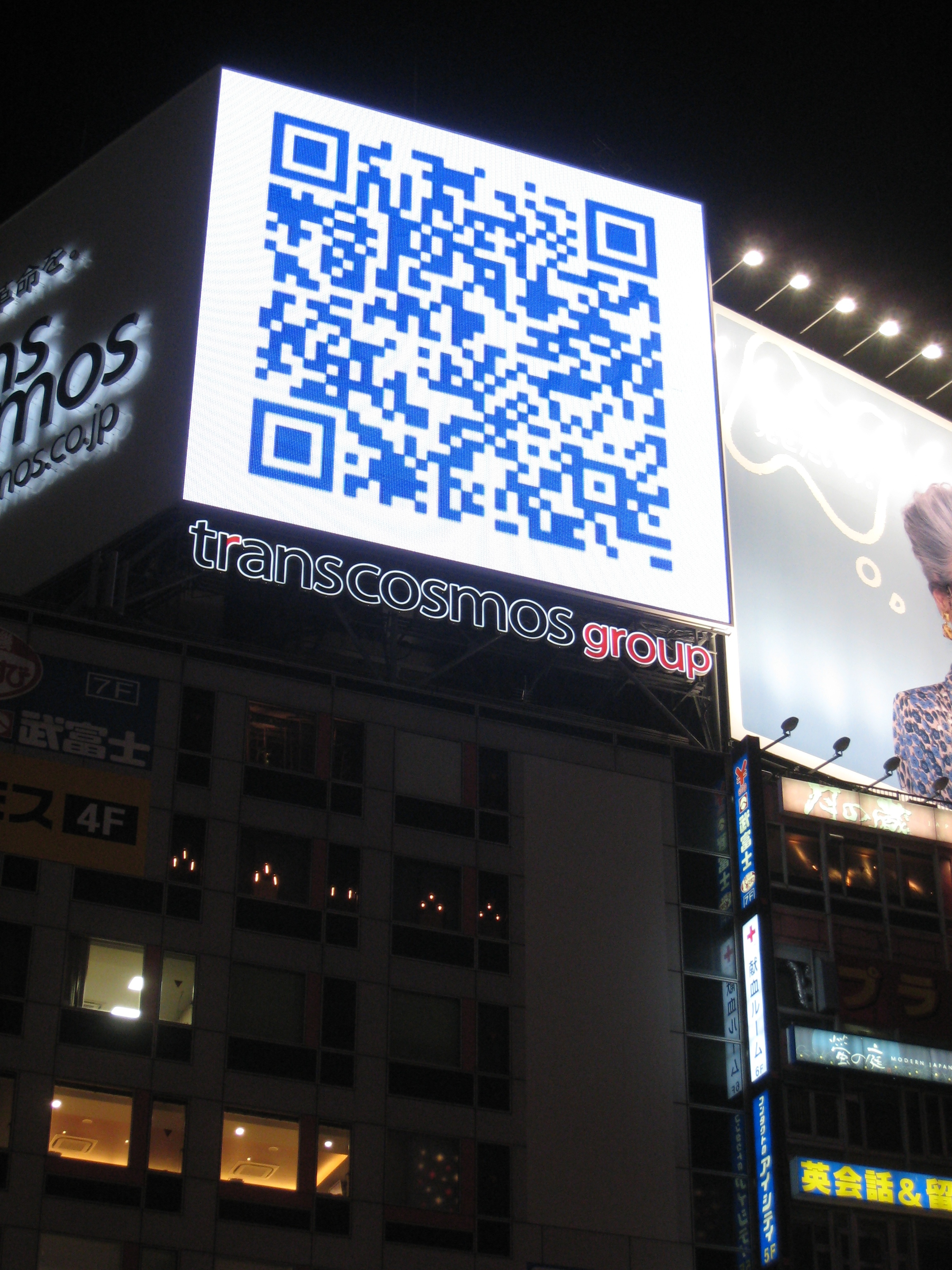
Código QR utilizado en una cartelería en Japón, que proporciona información patrocinada a través del dominio .mobi.

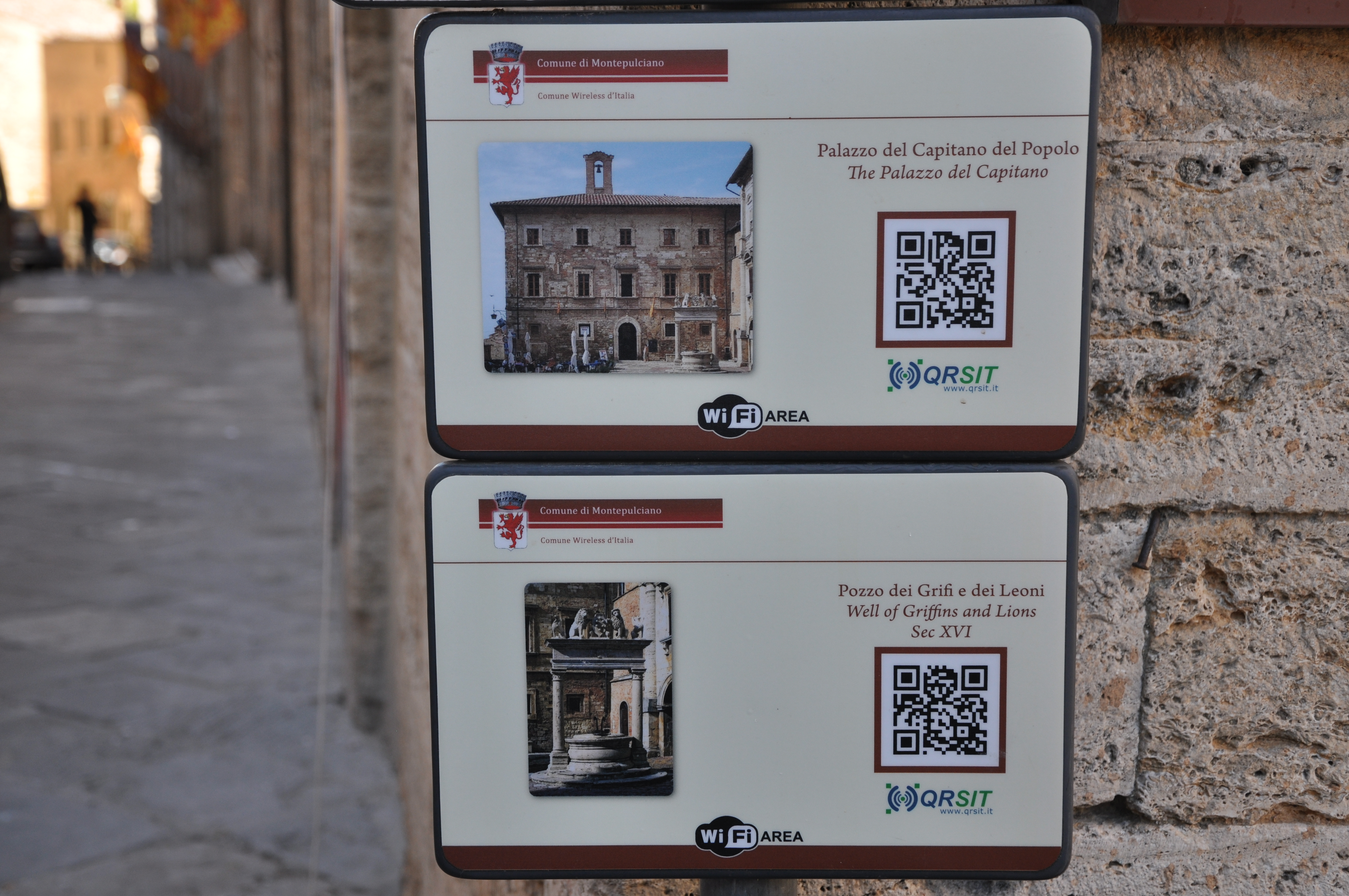
Información sobre monumentos mediante códigos QR, en el municipio italiano Montepulciano.

Un código QR (del inglés Quick Response code, "código de respuesta rápida"), es una mejora del código de barras. Es un método para almacenar información por medio de contrastes de color y bidimensional, similar a Datamatrix, PDF417 o Código Azteca. La matriz se lee con un lector o software habilitado para reconocerlo, y puede contener la dirección de aplicación en Internet, un mapa de localización, un correo electrónico, una página web, un perfil en una red social o incluso datos binarios. Inventado en 1994 por el ingeniero japonés Masahiro Hara, fue desarrollado ese mismo año por la compañía japonesa Denso Corporation, una subsidiaria de Toyota. Tiene tres cuadrados en las esquinas que permiten detectar la posición del código al lector. El objetivo de los creadores, un equipo de dos personas dirigido por Masahiro Hara, fue que el código permitiera que su contenido se leyera a alta velocidad. Los códigos QR son muy comunes en Japón, donde son el código bidimensional más popular. Actualmente quizá lo es en todo el mundo dada su versatilidad y facilidad para incluir colores, estilos y logotipos.

## Características generales

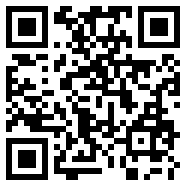
Los tres cuadrados de las esquinas permiten detectar al lector la posición del código QR.

La estructura general de un código QR es una matriz bidimensional de módulos de dos colores contrastados, en principio blancos y negros. Hay varias versiones de códigos QR según la cantidad de módulos que forman la matriz: van desde la versión 1 (con una matriz de 21 x 21 módulos) hasta la versión 40 (con 177 x 177 módulos). Las versiones de más módulos admiten mayor cantidad de información en el código. Los códigos más extendidos para el uso del público en general suelen ser los de 25 x 25 y de 29 x 29, para captura desde el teléfono móvil o celular en cualquier situación (paquetes de productos, folletos de mano, tarjetas o carteles de pared).
Una de las utilidades estructurales de los códigos QR es que no es imprescindible que lo formen módulos blancos y negros, sino que admite una cierta personalización bastante flexible (otros colores, degradados, etc.). No obstante, cuando se usan otros colores distintos de blanco y negro, es necesario que sean suficientemente contrastados (claro y oscuro), para que continúe siendo legible para los sistemas y programas de lectura de los códigos.
Aunque inicialmente se usó para registrar repuestos en el área de la fabricación de vehículos, hoy los códigos QR se usan para administración de inventarios en una gran variedad de industrias, como por ejemplo pasarelas de pago, pago de compra de productos comerciales, facturas electrónicas  entre otros. La inclusión de software que lee códigos QR en teléfonos móviles ha permitido también nuevos usos orientados al consumidor, que se manifiestan en comodidades como el dejar de tener que introducir datos de forma manual en los teléfonos. Las direcciones y los URLs se están volviendo cada vez más comunes en revistas y anuncios. El agregado de códigos QR en tarjetas de presentación también se está haciendo común, y permite simplificar en gran medida la tarea de introducir detalles individuales del nuevo cliente en la agenda de un teléfono móvil.
En la actualidad se encuentran códigos QR en los que se pueden incorporar imágenes personalizadas, contribuyendo a dar un aspecto más artístico y personal, y siendo muy útil en los códigos que dan acceso a la información de una persona.
La patente del código de barras (no exactamente del código QR, sino una tecnología de escaneo similar) se registró originalmente en 1952 por Joseph Woodland en forma de diana de tiro al blanco, y luego perfeccionada por George Laurer a una forma rectangular en los años 70 por solicitud de las cadenas de supermercados, y afirma Sánchez (2003) que fue a partir de los años ochenta cuando tuvo un importante éxito comercial que ahora vemos diariamente en envases, paquetes, y hasta en tarjetas personales de presentación. Desde el punto de vista técnico, los códigos son elementos complejos, sin embargo para los usuarios es una acción fácil que consiste en leer el código a través de la cámara del teléfono inteligente.

Este gráfico demuestra cómo leer la información de un código QR.

Los códigos QR pueden leerse desde computadores personales, teléfonos inteligentes o tabletas mediante dispositivos de captura de imagen como escáneres o cámaras de fotos, o programas o lectores capaces de procesarlo.
El estándar japonés para códigos QR (JIS X 0510) se publicó en enero de 1998 y su correspondiente estándar internacional ISO (ISO/IEC18004) se aprobó en junio de 2000.
Actualmente, el código QR es el más famoso de código de barras 2D en el mundo y su éxito se remonta a la década del 2000 en Japón, donde se convirtieron en un estándar y hasta 2010 comenzaron su expansión en los Estados Unidos y Europa, principalmente en anuncios. Como dato adicional, Unitag.io (S.F.) afirma que para 2011 un promedio de 5 Códigos QR eran escaneados diariamente por cada japonés, esto superó por mucho al promedio de SMS enviados al día.

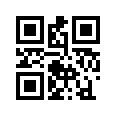
Otro ejemplo de código QR

Un detalle importante sobre el código QR es que, a diferencia de otros formatos de códigos de barras bidimensionales como el BIDI, su código es abierto y sus derechos de patente (propiedad de Denso Wave) no se ejercen.

## Almacenamiento
| Solo numérico | Máximo 7089 caracteres |
| Alfanumérico  | Máx. 4296 caracteres   |
| Binario       | Máx. 2953 bytes        |
| Kanji/Kana    | Máx. 1817 caracteres   |

| Nivel L | 7 % de las claves se pueden restaurar  |
| Nivel M | 15 % de las claves se pueden restaurar |
| Nivel Q | 25 % de las claves se pueden restaurar |
| Nivel H | 30 % de las claves se pueden restaurar |

Estructura de un Código QR

Actualmente, equipos de codificación y etiquetado que puedan imprimir estos códigos en la industria alimentaria son de la firma japonesa DIGI.
El ejemplo siguiente ilustra la forma en que el código QR maneja la distorsión. En estos casos se agregaron o eliminaron píxeles del código original para examinar el nivel de distorsión de los bordes. Las dos imágenes a las que se les alteraron los datos todavía son reconocibles y usan el nivel "L" de corrección de errores.

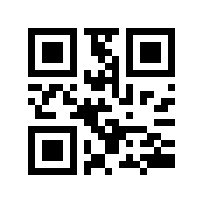
Código original (correcto).
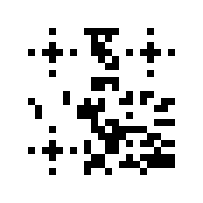
Datos borrados.
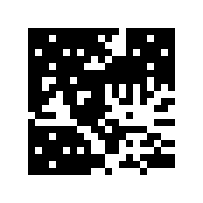
Datos agregados.

## Microcódigo QR

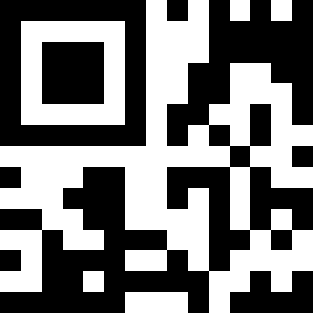
Ejemplo de Microcódigo QR.

El microcódigo QR es una versión más pequeña del estándar del código QR y está diseñado para aplicaciones que tengan una habilidad menor en el manejo de escaneos grandes. Hay diferentes versiones de micro código QR. La más grande de ellas puede contener hasta 21 caracteres alfanuméricos, o 35 números.

## Uso

### Arte pop
Además de sus fines comerciales, numerosos artistas pop están comenzando a utilizar el QR como material de trabajo. Como una herramienta artística en algunos casos y como un lenguaje artístico propio en otros.

### Ajedrez
Las publicaciones sobre ajedrez, revistas, libros etc., contienen numerosos diagramas de partidas, pero si queremos reproducirlas íntegramente hay que recurrir a un tablero, un PC, una PDA, u otro dispositivo externo. Los QR-Code tienen capacidad suficiente para registrar todos los movimientos de una partida. En septiembre de 2010 se publicó una aplicación gratuita que puede «fotografiar» QR-Codes, decodificarlos y mostrar la partida en un tablero gráfico del propio teléfono.
También, a través de estos códigos, es posible incluir aparte de la partida completa, datos adicionales como son: El lugar donde fue realizada la partida, la hora y los datos relacionados con los jugadores que participaron en la misma.

### Comercio electrónico
Después de que la subsidiaria de Tesco en Corea lanzara una aplicación para teléfono inteligente que permite comprar con códigos QR, se implementaron dos proyectos en Hispanoamérica. El primero, en agosto, en Chile, por parte de Hipermercados Jumbo, simplemente enviaba a un sitio móvil desde anuncios en estaciones del metro de Santiago. El segundo, en septiembre, en Argentina, fue implementado por la subsidiaria de Staples; en este caso el desarrollo abarcó aplicaciones para iPhone, Blackberry y Android, que permitían el uso incluso sin conexión a internet. Archivado el 23 de septiembre de 2011 en Wayback Machine.
En España también se ha replicado la campaña de Tesco, y la cadena de supermercados Sorli Discau ha creado el primer supermercado virtual de Europa. 
En Bolivia la idea de crear un software para hacer pagos por QR entre cuentas bancarias es del ingeniero informático boliviano Carlos Corrales, CEO de la empresa Tesabiz, quien diseñó un sistema de interoperabilidad bancaria como una forma de impulsar la inclusión financiera. El sistema fue lanzado en 2019, en un trabajo conjunto con ASOBAN y los reguladores del sistema financiero, y fue pionero en Latinoamérica. Es tan exitoso que ya se exportó a Paraguay, Perú, Honduras y Nicaragua. También se implementa paulatinamente en Estados Unidos.
Los códigos QR se utilizan comúnmente en el campo de las monedas criptográficas, como el Bitcoin. Direcciones de pago, claves criptográficas y la información de transacciones a menudo son compartidos entre carteras digitales de esta manera.

### Uso informativo en museos y sitios patrimoniales
En algunos museos y lugares históricos se usan los códigos QR para proporcionar información adicional sobre objetos y monumentos. De este modo, el visitante puede ser guiado utilizando un móvil inteligente. La información ofrecida puede ser en formato multimedia con información complementaria mediante audios, vídeos, textos, etc.

### Uso funerario
En 2014, en el Cementerio Israelí de La Paz, Uruguay, se implementa el uso de códigos QR en las tumbas, para permitir el acceso remoto a las imágenes del cementerio y conocer la ubicación exacta de cada tumba a través de sitios web; es el primer cementerio del mundo en introducir esta innovación.

### Medicina
Se pone en marcha una campaña piloto en que se utilizarán Códigos QR para identificar y ayudar a enfermos de Alzheimer. Está basado en la utilización de unos códigos QR impresos en unos colgantes, pegatinas, chapas o pulseras, que contendrán información importante sobre el enfermo.

### Generador de códigos para navegador web
Con ciertas extensiones a los navegadores, y generalmente utilizando el menú contextual, que se activa al pulsar el botón derecho del ratón, se puede obtener el código QR del sitio web donde se encuentre el navegador, de un enlace, número de teléfono, SMS, contacto (vcard) o de un texto, lo que hace más fáciles de copiar en un dispositivo móvil.

### Generador de códigos QR para diversos tipos de datos

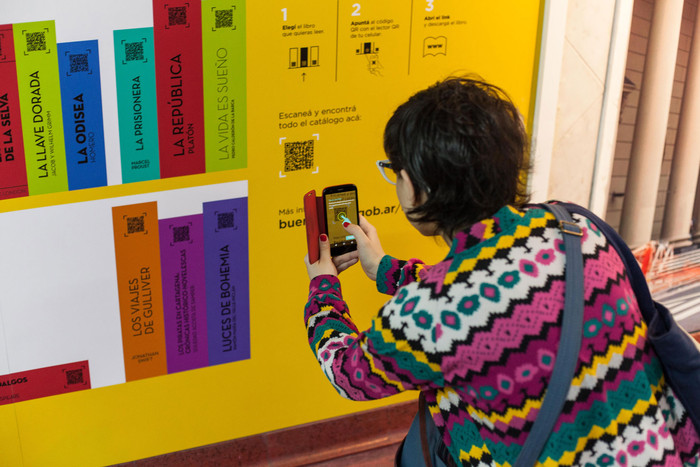
Una persona escaneando un código QR de la biblioteca virtual de las estaciones Catedral y Congreso de Tucumán de la Línea D del Subte de Buenos Aires

También existe la posibilidad de generar el código QR correspondiente a diversos tipos de datos: a un texto alfanumérico, a una dirección de Internet (URL) para un hiperlink, a un número de teléfono, a un SMS, a una dirección de correo electrónico, a una meCard, a una vCard, o a una configuración Wifi, sin necesidad de instalar ninguna extensión. También existe la posibilidad de utilizar los códigos con datos personales, como enfermedades, alergias etc, para que pudieran ser leídos en caso de emergencia por enfermeros, médicos, policía, etc.

### Códigos QR personalizados
Los códigos QR contienen información redundante basada en la corrección de errores Reed-Solomon que permite la personalización de los códigos QR, ya sea con colores o con imágenes y con textos incrustados.

### Códigos QR para empresas
Los códigos QR son útiles para las empresas, pues les permiten estar más en contacto con los clientes, conocer sus necesidades y aclarar sus dudas. Estos códigos QR no solo darían información, sino que se presentarían como una oportunidad de difundir y recibir información de los clientes, generar campañas de marketing, etc.
Los Códigos QR pueden ser personalizados y esto permite que las marcas incorporen su identidad visual en ellos. Eso sí, se debe seguir algunas estructuras básicas de los Códigos QR para que estos sean legibles a los decodificadores, sin embargo es una potente herramienta de mercadeo que se está aprovechando en nuestros días.
De igual manera se utilizan actualmente códigos QR para digitalizar los menús de los restaurantes como una forma de disminuir el riesgo de contraer enfermedades por la manipulación de material impreso, esto permite generar menús digitales que facilitan a los usuarios escanear el código QR con sus celulares inteligentes y son re-direccionados a un perfil en línea del restaurante donde pueden visualizar en detalle la oferta del menú, algunas herramientas de este tipo de sistemas ayudan a cumplir con las regulaciones de muchos países que buscan mantener activa la economía de rubros como los restaurantes pero sin que esto suponga un potencial riesgo para los clientes finales, este uso de los códigos QR supone una adaptación necesaria dados los riesgos de bio seguridad que implica la interacción con menús físicos que pueden ser manipulados por numerosos usuarios.

### Códigos QR para transporte público de pasajeros
Los billetes de los ferrocarriles de la República Popular de China llevaban códigos QR en modo numérico con números de 144 dígitos ya en el año 2011.
Hay títulos de transporte para pasajeros que utilizan códigos QR en sistemas combinados con blockchain. Un ejemplo de implementación es el realizado en el año 2019 en el corregimiento de San Antonio de Prado, perteneciente al municipio de Medellín en Colombia.